# 水门塘
水门塘是一个位于中国安徽省六安市的淡水湖，面积约为2.89平方千米，属于淮河区。它的一级流域为淮河流域，二级流域为淮河干流水系。